# Федоренко, Светлана Васильевна
Светла́на Васи́льевна Федоре́нко (11 ноября 1972 года, Ростовская область — 16 августа 2009 года, Калужская область) — российская лётчица, авиатор, заслуженный мастер спорта, абсолютная чемпионка Европы по самолетному спорту.

## Биография
Родилась 11 ноября 1972 года в хуторе Холодный Волгодонского района Ростовской области.
Выпускница Калужского авиационного летно-технического училища (1996). Заслуженный мастер спорта (самолетный спорт, 2000).
В сборной команде России с 1995 года. Тренеры — заслуженный тренер России В. В. Смолин, заслуженный тренер СССР К. Г. Нажмудинов, А. Г. Шпиговский. Выступала за АТСК «Прометей».
Погибла 16 августа 2009 года в результате крушения легкомоторного самолета Як-52 в Калужской области. Вместе с ней погиб курсант Ульяновского авиационного института Антон Хачковский (1989 года рождения), сын Дмитрия Хачковского.

## Спортивные достижения
- Абсолютная чемпионка России — 1994, 1995,1997.
- Абсолютная чемпионка Европы — 1999, 2004.
- Чемпионка мира в командном зачете — 1998, 2000.
- Серебряный (2001) и бронзовый (2000, 2001, 2003) призер чемпионатов мира.
- Неоднократная чемпионка и призер чемпионатов Европы (1999, 2004).
- Серебряный и бронзовый призер Вторых Всемирных воздушных игр (2001).
- Неоднократный призер чемпионатов России.

## Награды
- Юбилейная медаль «В память 850-летия Москвы» (1999)
- Почётное звание «Заслуженный работник физической культуры, спорта и туризма Московской области» (2001)
- Медаль ордена «За заслуги перед Отечеством» II степени (2002).